# Miroslav Lacek
Miroslav Lacek (* 16. dubna 1959 Kadaň) je bývalý český profesionální tenista.

## Životopis
Narodil se 16. dubna 1959 v Kadani, kde jeho otec Jiří působil jako učitel tělesné výchovy a zasloužil se o založení kadaňského tenisového svazu.
Jako junior reprezentoval Československo po boku Ivana Lendla, mimo jiné na mládežnickém mistrovství světa v Caracasu a na Galea Cupu 1979 ve Vichy, kde skončil druhý.
V 80. letech 20. století začal hrát na profesionálních turnajích. Ve dvouhře dosáhl na 170. místo světového žebříčku a došel do finále na dvou turnajích ATP Challenger Tour. Ve čtyřhře se nejlépe umístil na celkové 374. místo. V roce 1984 získal bronzovou medaili ve čtyřhře na Družbě 84.